# امبراطور البحر
إمبراطور البحر (بالكورية: 해신)؛ هو مسلسل درامي تلفزيوني كوري جنوبي، بث على كي بي إس 2 من 24 نوفمبر 2004 إلى 25 مايو 2005 يومي الأربعاء والخميس، يستند إلى رواية هاي سين التي كتبها تشوي إين هوه عام 2003، والتي تصور حياة جانغ بو جو، الذي ارتقى من عبد وضيع إلى شخصية بحرية قوية هيمنت على بحار شرق آسيا والتجارة الدولية خلال عهد أسرة شيلا الموحدة.

## القصة
يحكي المسلسل عن «جانج بو جو» الذي أصبح عبدًا من شيلا - سلالة كورية استمرت من 57 ق.م. حتى 935 ميلاديا - بيع إلى الصين أثناء وجود سلالة تانغ، المكان الذي تلقّى فيه تدريبات قاسية لجعله عبدًا مصارعًا، وبعد معاناة كبيرة وصبر، استطاع ان يعود إلى شيلا وأصبح من أنجح وكلاء التجارة في البحر، حيث ذاع صيته في المناطق المجاورة من شيلا والصين واليابان إلى البلاد العربية، وكان في ذلك الوقت القراصنة يقطعون الطريق على رحلات التجارة القادمة إلى الأسواق وينهبونها ويقتلون من فيها، حتى تصدى لهم «جانج بو جو» وبعد معارك ضارية استطاع إبعادهم إلى الخليج. وفي اطار هذه الأحداث تظهر معان كثيرة تمر بحياة البطل من خيانة وحب.

## بطولة
- تشوي سو جونغ بدور جانغ بو جو[5]
- سونغ إيل جوك بدور يون جانغ[5]
- سو آي بدور جانغ هوا[5]
- تشاي جونج آن في دور السيدة تشاي ريونج[5]
- تشاي شي را بدور مدام جايمي[5]
- كيم هيونغ سو بدور جونغ نيون[5]

## الاستقبال
تم استقبال المسلسل بشكل جيد، حيث احتل المركز الأول في التصنيفات لأسابيع، كما دبلج إلى ثماني لغات وحقق أرباحًا تقدر بنحو 1.8 مليون دولار أمريكي.
كما أصبحت مواقع التصوير، مقاطعة واندو بمحافظة جولا الجنوبية نقطة جذب سياحي.
نسبة المشاهدة : 28.5% / 30.0%.

## الموسيقى
| رقم | اغنية / موسيقى                          | الفنان              | الحان                    |
| --- | --------------------------------------- | ------------------- | ------------------------ |
| 1   | ثيم جانج بوجو (장보고 테마)             |                     | لي بيل-هو                |
| 2   | انت تتركني (니가 날 떠나)               | كيم بيوم-سو         | يون إيل-سانغ             |
| 3   | الحزن (비련)                            | بارك تا-يون (TAE.1) | بيو جيون-سو              |
| 4   | ثيم يوم يانج (염장 테마)                |                     | لي بيل-هو                |
| 5   | تضرع (기도)                             | لي هيون-سوب         | فرقة ماد سول تشايلد      |
| 6   | الحب كالريح                             | مون ميونغ-جين       | كو وونغ هي               |
| 7   | حزن سو-اي                               |                     | بارك سانج-سو             |
| 8   | ترنيمة                                  | لي ييرين            |                          |
| 9   | الدموع                                  | كيم بوم-سو          | شين ان سو (신인수)       |
| 10  | أنت تتركني (비련)- موسيقى- لكيم بيوم سو |                     | لي بيل هو                |
| 11  | الحزن (비련)- موسيقى - للي هيون سوب     |                     | لي بيل هو                |
| 12  | التقدم (개선 테마)                      |                     | لي بيل هو / بارك سانج-سو |
| 13  | الثيم الرئيسي (메인 타이틀)             |                     | لي بيل هو / بارك سانج-سو |

## الجوائز
- جائزة التميز الأعلى، الممثل: تشوي سو جونغ[10][11]
- جائزة التميز الممثلة: سو آي
- جائزة التميز، الممثل: سونغ إيل غوك
- جائزة الشعبية، الممثل: سونغ إيلغوك
- جائزة أفضل ثنائي: سونغ إيلغوك و سو آي

## روابط خارجية
- إمبراطور البحر على موقع IMDb (الإنجليزية)
- إمبراطور البحر على موقع ليتربوكسد (الإنجليزية)
- إمبراطور البحر على موقع كينوبويسك (الروسية)
- إمبراطور البحر على موقع قاعدة بيانات الفيلم (الإنجليزية)
- امبراطور البحر على كي بي إس وورلد
- امبراطور البحر على هانسينما